# 688 Melanie
688 Melanie је астероид главног астероидног појаса са пречником од приближно 41,40 .
Афел астероида је на удаљености од 3,067 астрономских јединица (АЈ) од Сунца, а перихел на 2,331 АЈ.
Ексцентрицитет орбите износи 0,136, инклинација (нагиб) орбите у односу на раван еклиптике 10,247 степени, а орбитални период износи 1619,971 дана (4,435 године).
Апсолутна магнитуда астероида је 10,59 а геометријски албедо 0,059.
Астероид је откривен 25. августа 1909. године.